# Anssi Nieminen
Anssi Nieminen (24 luglio 1967) è un ex saltatore con gli sci finlandese.

## Biografia
In Coppa del Mondo esordì il 30 dicembre 1985 a Oberstdorf (6°) e ottenne il primo podio il 4 gennaio 1986 a Innsbruck (3°). Non partecipò né a rassegne olimpiche né iridate.

## Palmarès

### Coppa del Mondo
- Miglior piazzamento in classifica generale: 25º nel 1991
- 2 podi (entrambi individuali):
  - 2 terzi posti

#### Torneo dei quattro trampolini
- 1 podio di tappa[1]:
  - 1 terzo posto